# ニハト・エリム
ニハト・エリム（トルコ語: İsmail Nihat Erim、1912年 - 1980年7月19日）は、トルコ共和国の政治家、首相（1971年3月26日 - 1972年5月22日）。1950-60年代にトルコ政府の外交顧問を務めたほか、1971年のクーデタ後に、軍部の意向を受けて、超党派内閣を組織した。

## 経歴
ニハト・エリムは、トルコ西部のコジャエリ県カンドゥラ郡に生まれた。
ガラタサライ・リセ、イスタンブール大学法学部を卒業後、パリの法科専門学校で博士号を取得し、1939年にアンカラ大学法学部准教授、1941年に同学部教授に就任した。1943年からは、外務省の法律顧問も務め、サンフランシスコ講和会議にも参加した。
1945年の総選挙にコジャエリ県から無所属で出馬して当選。当選後は共和人民党に所属し、第2次サカ内閣では公共事業相、ギュナルタイ内閣では副首相を務めた。
1950年の総選挙では、民主党の躍進を受けて落選し、共和人民党の機関紙『ウルスUlus』の主筆となった。民主党政権により、同紙が発禁処分となると、『新ウルス－人民主義者Yeni Ulus–Halkçı』を発行した。1956年には、欧州人権委員会にトルコ代表として出席した。
1950年代に英領キプロスで、ギリシア系住民とトルコ系住民との間の緊張が高まると、1956年には、トルコ政府代表団の一員として、イギリスとの間の協議に参加。1959年に、イギリス、ギリシア、トルコ3国の間で取り決められたチューリヒ協定、ロンドン協定より、キプロスの独立が決定されると、エリムはメンデレス政権からの委嘱によりキプロス憲法の起草に携わった。
1960年の軍事クーデタにより民主党政権が崩壊すると、翌1961年の総選挙に共和人民党から出馬し、国会議員となった。また、1961年から1970年まで欧州議会に対するトルコ側代表を務めた。
1971年3月12日に、軍部の圧力により公正党のデミレル政権が崩壊する「書簡クーデタ」事件が起きると、軍部の意向を受けて、エリムは共和人民党を離党し超党派内閣を組織した。エリム政権は、副首相に迎えた経済学者のアティラ・カラオスマノールが作成した改革プランに従い、社会経済改革の実行を目指した。また、同政権ではジャーナリストのタラト・ハルマンが、新設の文化省の長官に任命されたほか、アメリカから批判されていたケシ栽培が禁止された。
しかし、「書簡クーデタ」の引き金となった左右の政治対立は収束せず、テロ事件が再発したため、軍部は1971年4月に戒厳令の施行に踏み切った。また、1971年5月には、「トルコ人民解放軍」を名乗る左翼過激派組織により、駐トルコ・イスラエル総領事エフライム・エルロムが誘拐・殺害される事件が発生するなど治安の悪化が深刻になった。これに対して、軍部は、トルコ労働者党（Türkiye İşçi Partisi）を非合法化するなど、左翼勢力の取り締まりを強化すると同時に、国家安全保障会議の権限強化、国家治安裁判所の開設を含む憲法改正を実施した。
エリム政権では、1971年12月に、経済政策をめぐる閣内不一致から改革派の経済閣僚が辞職し、12月3日に内閣は総辞職に追い込まれた。エリムは、スナイ大統領により首相に再任されたが、1972年5月22日に、健康上の理由から辞任し、後任首相には国防相のフェリト・メレンが任命された。
エリムは、1977年に上院議員に任命されたが、1980年7月19日に、左翼過激派組織により、イスタンブールで暗殺された。